# Шлыков, Игорь Олегович
Игорь Олегович Шлыков (бел. Ігар Алегавіч Шлыкаў; род. 16 июня 1985, Павлодар, СССР) — белорусский хоккеист, вратарь.

## Карьера
Выступал за следующие команды: «Крылья Советов-2» (Москва, Россия), «Юность» (Минск), «Юниор» (Минск), «Брест-2», «Брест», «Неман», «Неман-2», «Гомель-2», «Витебск».
Чемпион Беларуси среди команд высшей лиги (2006/2007) в составе «Гомеля-2».

## Тренерская карьера
- Сезон 2014/15: тренер вратарей сборной Республики Беларусь U18, тренер вратарей в «Динамо-Раубичи» (МХЛ-Б).

- Сезон 2015/16: тренер вратарей в команде «Динамо-Раубичи» (МХЛ).

- С 2015 по 2017: тренер вратарей Национального Центра сборных Республики Беларусь по хоккею (U17, U18).

- Сезон 2017/18: тренер Республиканского Центра Олимпийской подготовки по зимним видам спорта «Раубичи» (Беларусь).

- Сезон 2018/19: тренер вратарей СДЮШОР «Юность-Минск».

- В июле 2019 года Игорь Олегович вступил в должность тренера вратарей ХК «Динамо-Светлогорец».

- Сезон 2021/2022: тренер вратарей «Сахалинских акул» (МХЛ).

- В сезоне 2022/2023: тренер вратарей Немана[2].